# Копачи (Киевская область)
Копачи́ (укр. Копачі) — захороненное село в 4 км от ЧАЭС на левом берегу реки Припять в Иванковском районе Киевской области. Было уничтожено в процессе ликвидации последствий аварии на Чернобыльской АЭС. Село Копачи находится в 10-километровой зоне отчуждения ЧАЭС близ посёлка Янов, на расстоянии 3,9 км от 4-го энергоблока.

## История
Одно из первых упоминаний о селе датировано 1685 годом. Название произошло не от слова копать, а от копа (купа) — народного схода для религиозных, торговых или судебных нужд. В 1886 году здесь проживало 774 православных и 92 еврея (во всём приходе).
В 1900 году в собственническом селе (принадлежало Сергею Челищеву) проживало 334 жителя, было 56 дворов. Действовала церковно-приходская деревянная церковь великомученицы Параскевы, построенная в 1742 году и уничтоженная в 1927 году вместе с иконами и церковной утварью.
Бурно развивалось в 1980-х, перед аварией в селе проживало 1114 жителей, однако после аварии, произошедшей 26 апреля 1986 г., село стало частью зоны отчуждения ЧАЭС.
В 1988 году было принято решение о полной ликвидации села ввиду сильнейшего радиационного загрязнения. Ещё одной веской причиной ликвидации стало то, что на протяжении двух лет местные жители пытались вернуться в свои дома. Жители Копачей были переселены в село Лехновка Барышевского района.
На данный момент территория бывшего села необитаема, в связи с чем произошёл огромный прирост численности фауны. На территории села сохранилось здание детского сада и постройки машинно-тракторной станции. В апреле 2020 г. в Копачах произошёл пожар, в результате которого остатки села сгорели.

## Упоминания в массовой культуре
- Сохранившееся здание детского сада в Копачах (и его интерьер) было показано в документальном фильме «Жизнь после людей» (2008) в рамках рассказа о городе Припять как о примере воздействия природы на город через 20 лет после исчезновения либо гибели человечества.
- Село появляется в компьютерной игре «S.T.A.L.K.E.R.: Зов Припяти» и упоминается в книгах, посвящённых данному сеттингу.
- Знак на въезде в Копачи показан в сериале «Чернобыль. Зона отчуждения».
- Село также появляется в компьютерной игре «Bus World» на карте «Чернобыль», хорошо проработано и задействовано во многих сценариях.